# Embalse del Edrada-Mao
El embalse del Edrada-Mao (en gallego: encoro do Edrada-Mao) es una infraestructura hidrológica construida en el río Edrada, en el municipio de Parada de Sil, provincia de Orense, Galicia, España.